# Слава (Любуське воєводство)
Слава (пол. Sława, нім. Schlawa) — місто в західній Польщі.
Належить до Всховського повіту Любуського воєводства.

## Демографія
Демографічна структура станом на 31 березня 2011 року:
|          | Загалом | Допрацездатний вік | Працездатний вік | Постпрацездатний вік |
| -------- | ------- | ------------------ | ---------------- | -------------------- |
| Чоловіки | 1922    | 400                | 1331             | 191                  |
| Жінки    | 2044    | 395                | 1225             | 424                  |
| Разом    | 3966    | 795                | 2556             | 615                  |